# Sehotepibrê Sousekhtaouy
Le roi Sehotepibrê Sousekhtaouy est un roi de la XIIIe dynastie. Son règne est situé en -1791/-1789 (selon K. S. B. Ryholt), -1771/-1768 (Kinnaer), -1743/-1742 (Schneider).

## Attestations
Pendant longtemps, Sousekhtaouy n'était connu que du Canon royal de Turin et d'un seul sceau-cylindre en lapis-lazuli. Le sceau, de provenance inconnue, a été acheté par un collectionneur privé au Caire et finalement vendu en 1926 au Metropolitan Museum of Art, où il est aujourd'hui exposé. Le sceau porte le nom de Nesout-bity Sehotepibrê et est dédié à Hathor, Maîtresse de Byblos. Le sceau porte en outre le nom en cunéiforme d'un gouverneur de Byblos nommé Yakin-Ilu. L'archéologue William F. Albright a provisoirement identifié Yakin-Ilu avec un gouverneur Yakin, attesté sur une stèle découverte à Byblos et représentant son fils, Yantinu, assis sur un trône à côté des cartouches de Khâsekhemrê Neferhotep Ier,. Si l'hypothèse d'Albright est correcte, alors Sehotepibrê serait à une génération de ce roi.
La principale attestation contemporaine de Sehotepibrê est une stèle publiée en 1980 et découverte auparavant à Gebel Zeit, au bord de la mer Rouge, où se trouvaient des mines de galène. La stèle porte le nom de Nesout-bity Sehotepibrê ainsi que le nom d'Horus Sousekhtaouy. Cette stèle, contemporaine de son règne, confirme encore l'existence de ce roi,.
En outre, deux scarabées trouvés dans les débris du cimetière de la pyramide nord à Licht portent le nom de Sehotepibrê, écrit sans cartouche ni titre royal. Un scarabée pratiquement identique a également été trouvé à Tell el-Ajjul (bande de Gaza) dans un contexte de Bronze moyen (parallèle à la Deuxième Période intermédiaire en Égypte). Il n'est pas certain qu'ils se réfèrent au même individu.

## Position chronologique
Le Canon royal de Turin indique deux rois portant le nom de Sehotepibrê (colonne lignes 7 et 12). Si Sousekhtaouy porte bien en tant que nom de Nesout-bity celui de Sehotepibrê, un autre roi porte lui le nom de Nesout-bity Hotepibrê. Ainsi, les égyptologues ne sont pas tous d'accord sur l'ordre chronologique de ces deux rois. Kim Ryholt, Darrell Baker et Julien Siesse placent Sousekhtaouy après,, tandis que Detlef Franke, Jürgen von Beckerath et Claude Vandersleyen le placent avant,,. Et le fait que le Canon royal de Turin donne également à Sahornedjheritef le nom de Sehotepibrê fait que Sousekhtaouy a parfois été nommé Sehotepibrê Ier ou Sehotepibrê II.